# Manu'el Trajtenberg
Manu'el Trajtenberg [vyslovováno Trachtenberg], hebrejsky מנואל טרכטנברג‎ (narozen 21. září 1950 Córdoba), je izraelský ekonom a politik; poslanec Knesetu za Sionistický tábor.

## Biografie
Je ženatý, má tři dcery. Narodil se v Córdobě v Argentině. V roce 1973 absolvoval ekonomii na Hebrejské univerzitě a v roce 1976 získal i magisterský titul v ekonomii a sociologii. V roce 1983 získal titul Ph.D. na Harvardové univerzitě. Poté, co v roce 2011 proběhly v Izraeli početné protesty proti sociální nerovnosti, byl jmenován do čela vládního výboru, který měl doporučit nápravná opatření. Byl předsedou plánovacího a rozpočtového výboru Rady vysokého školství v Izraeli a profesorem na ekonomické škole při Telavivské univerzitě.
Ve volbách v roce 2015 byl zvolen do Knesetu za Sionistický tábor (aliance Strany práce a centristické strany ha-Tnu'a). Byl kandidátem Sionistického tábora na post ministra financí.